# 沙斯纳尔
沙斯纳尔（法語：Chassenard，法語發音：[ʃasnaʁ]）是法国阿列省的一个市镇，位于该省东部，卢瓦尔河左岸，和索恩-卢瓦尔省接壤，属于维希区。

## 历史
在法国大革命前，沙斯纳尔属于勃艮第，宗教上它率属于天主教歐坦教區。
1848-1849年间，政府拒绝市议会的要求，沙斯纳尔被划至索恩-卢瓦尔省。
1874年，沙斯纳尔境内发现了一座高卢-罗马时期的墓，被葬者可能是一个重要军事人物，墓中尤其发现一具铁面具和硬币。卢瓦尔河上的一座1世纪到3世纪被使用的桥梁遗迹（桥桩还冒出水面）也证明罗马人在当地居住过。

## 地理
沙斯纳尔（46°26'19"N, 3°58'47"E）面积25.12 平方千米，位于法国奥弗涅-罗讷-阿尔卑斯大区阿列省，该省份为法国中部省份，北起涅夫勒省、西北接谢尔省，西南至克勒兹省，南至多姆山省，东南临卢瓦尔省，东临索恩-卢瓦尔省。
与沙斯纳尔接壤的市镇（或旧市镇、城区）包括：吕诺、莫利内、武藏斯河畔圣莱热、迪关、瓦雷讷圣日耳曼。
沙斯纳尔的时区为UTC+01:00、UTC+02:00（夏令时）。

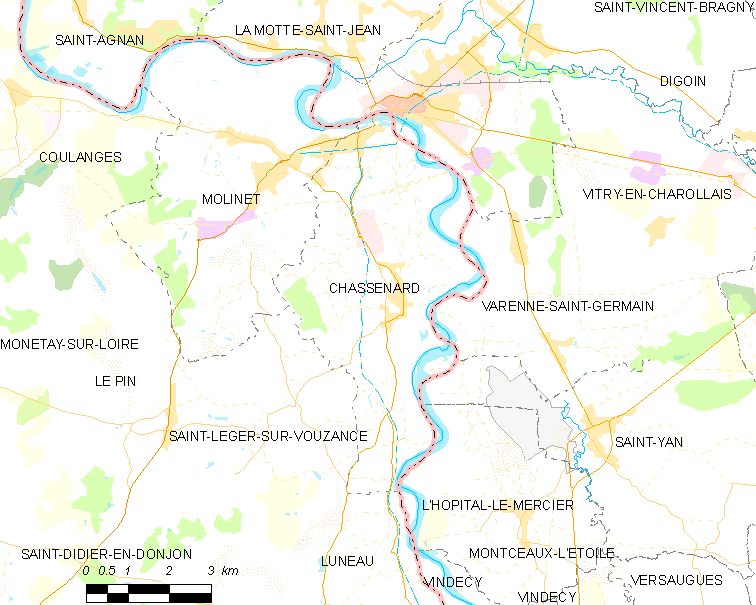
沙斯纳尔的OSM定位图

## 行政
沙斯纳尔的邮政编码为03510，INSEE市镇编码为03063。

## 政治
沙斯纳尔所属的省级选区为贝布尔河畔栋皮埃尔县。

## 人口

1962-2008年间沙斯纳尔人口变化图示

沙斯纳尔于2022年1月1日时的人口数量为1030人。